# Tänzerin beim Fotografen

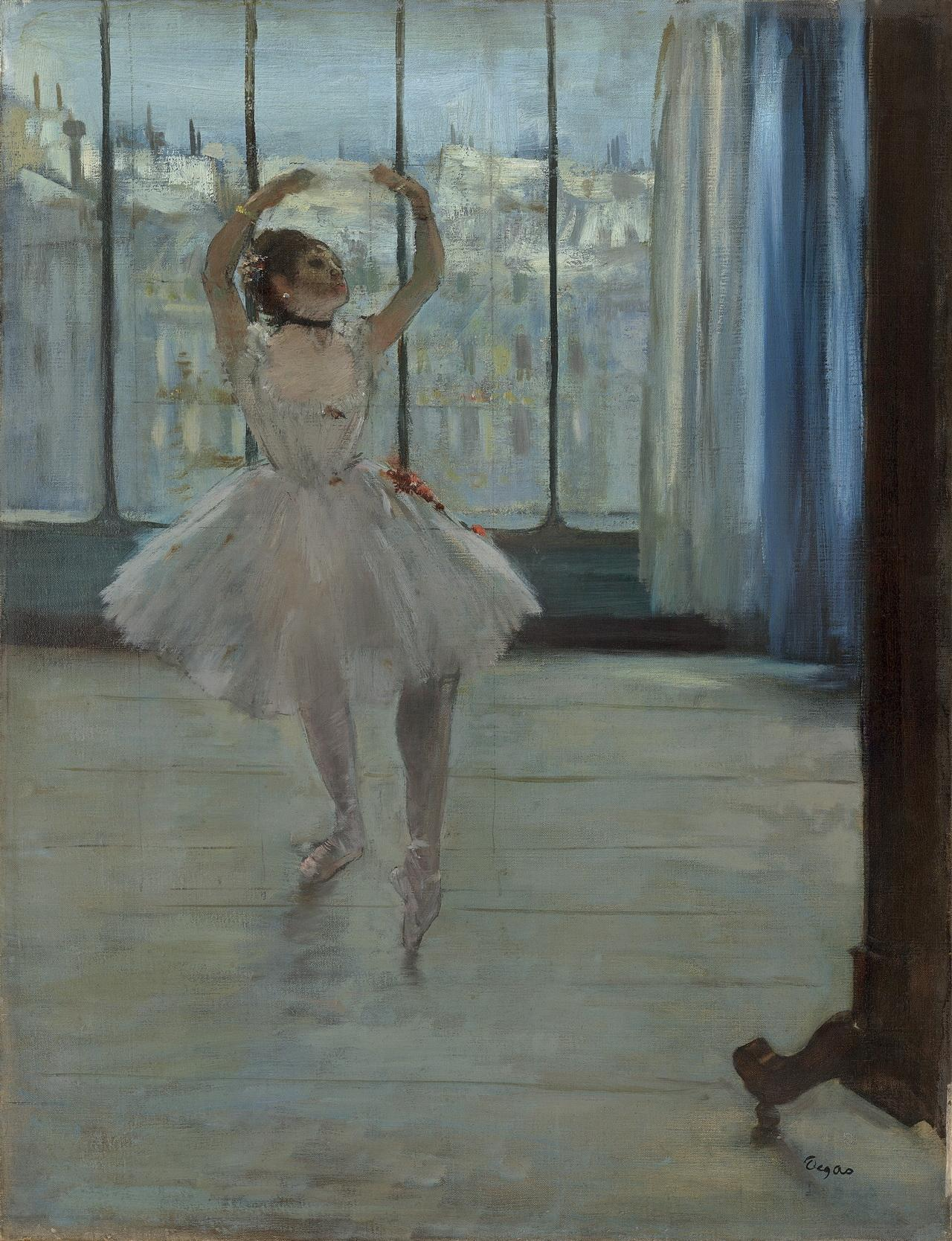
Tänzerin beim Fotografen
Edgar Degas, 1875
65 × 50 cm
Öl auf Leinwand
Staatliches Museum für Bildende Künste A. S. Puschkin, Moskau

Tänzerin beim Fotografen (französisch La danseuse chez le photographe) ist der Titel eines Gemäldes von Edgar Degas. Es ist in Öl auf Leinwand gemalt und hat eine Höhe von 65 cm und eine Breite von 50 cm. Das 1875 entstandene Bild zeigt eine junge Tänzerin im Ballettkostüm vor einem Spiegel posierend. Im Hintergrund sind durch eine Fensterfront Hauswände und verschneite Dächer in Paris zu sehen. Das Gemälde gehört zur Sammlung des Staatlichen Museums für Bildende Künste A. S. Puschkin in Moskau.

## Bildbeschreibung
Edgar Degas zeigt im Gemälde Tänzerin beim Fotografen eine junge Balletttänzerin in einem spärlich eingerichteten Raum. Auffallend ist die unnatürliche Körperhaltung der jungen Frau, die für eine Tänzerin des klassischen Balletts nicht ungewöhnlich erscheint. Das rechte Bein ist ihr Standbein, während sie das linke Bein leicht angehoben hat, um die linke Fußspitze – en pointe – auf den Boden zu stellen. Die beiden Hände sind – en haut – wie zu einem Kreis über den Kopf erhoben, ohne dass sich die Hände dabei berühren. Ihren Kopf hat sie leicht zur linken Schulter gedreht und ihr Kinn nach oben gestreckt. Sie trägt ein weißes Ballettkostüm mit Tutu, auf dem durch wenige Farbtupfer an ihrer linken Seite ein rötliches Dekor aus Seidenblumen angedeutet wird. Einzelne, eher bräunliche Tupfer am Rand des Dekolletés und an weiteren Stellen des Kleides können ebenfalls Verzierungen darstellen. Die Beine der Tänzerin sind in weiße Strümpfe gehüllt, ihre Füße stecken in Spitzenschuhen. Um den Hals hat sie ein schwarzes Band gebunden, an den Handgelenken befinden sich goldene Armreifen. Zudem trägt sie ein Schmuckstück am Ohrläppchen – möglicherweise eine Perle. Im braunen hochgesteckten Haar gibt es an der Seite ein weiteres schmückendes Objekt, bei dem es sich um Kunstblumen handeln könnte, aber auch andere Materialien sind hier denkbar. Ihr Gesicht ist im Kontrast zur hellen Kleidung auffallend dunkel. Möglicherweise hat ihr Teint von der anstrengenden Körperhaltung eine kräftige Farbe erhalten. Während die Lippen nur schmal in einem Blassrosa angedeutet sind, erscheint das sichtbare rechte Auge der Tänzerin als dunkler, fast schwarzer Fleck, der als Zeichen der Ermüdung gelesen werden kann. Der angestrengte Gesichtsausdruck der Tänzerin ließ den russischen Kunstkritiker Jakob Tugendhold einen Vergleich mit Romanfiguren von Émile Zola oder den Brüdern Goncourt ziehen. Er beschrieb die Tänzerin 1914 als eine „bête humaine“ und spielte damit auf Zolas Roman Die Bestie im Menschen an.
Die Tänzerin steht, von der Bildmitte nach links gerückt, auf einem beige-grauen Dielenfußboden, der die untere Gemäldehälfte einnimmt. Rechts befindet sich ein vom Bildrand abgeschnittener Spiegel, von dem nur ein Fuß und der seitliche Holzrahmen zu sehen sind. Hinter der Tänzerin gibt es eine große Fensterfront, deren schmale Glasscheiben vom oberen Bildrand bis fast zum Fußboden reichen. Lediglich der Fensterrahmen, ein schmaler Wandstreifen und eine Fußleiste trennen Glasscheiben vom Holzfußboden. Vor dieser Glasfront sind rechts ein weißer und ein blauer Vorhang zur Seite gezogen. Durch die Glasscheiben fällt ein diffuses Licht in den Raum. Nur der blaue Vorhang rechts leuchtet teilweise in hellerem Licht. Beim Blick nach draußen geht der Blick von einem erhöhten Standpunkt aus auf gegenüberstehende Fassaden von Wohnhäusern mit einigen Fensterreihen. Darüber gibt es eine schneebedeckte Dachlandschaft aus neben- und hintereinander gelegenen Hausdächern und Schornsteinen, über denen mit wenigen Pinselstrichen ein blaugrauer Himmel gemalt ist. Insgesamt ist das Gemälde eher skizzenhaft ausgeführt, wobei es Degas gelungen ist, unterschiedliche Materialien herauszuarbeiten. So ist der Stehspiegel am rechten Bildrand als schweres Holzmöbel zu erkennen, während der Rock der Tänzerin leicht und nahezu transparent erscheint. Das Bild ist unten rechts mit „Degas“ signiert, aber nicht datiert. Für die Kunsthistorikerin Marina Bessonowa ist das Gemälde „vielleicht eine der ausdrucksvollsten Verschmelzungen von Natur und Interieur in der französischen Malerei“ und „gehört zweifellos zu Degas’ Meisterwerken“.

## Eine posierende Tänzerin

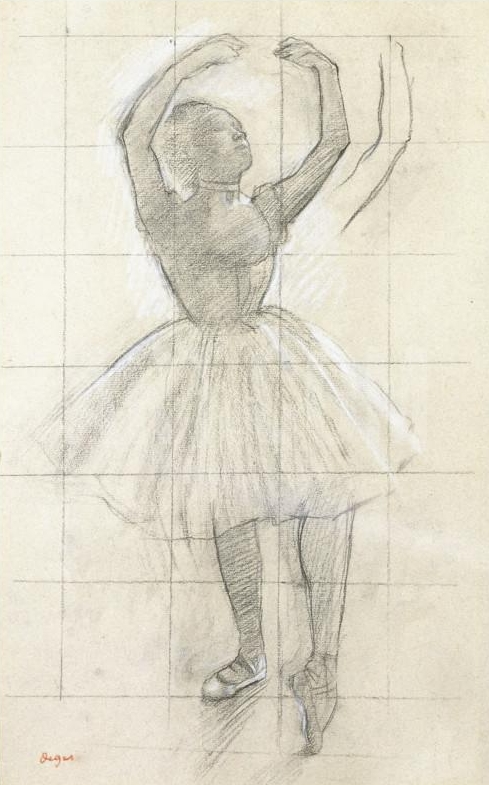
Edgar Degas: Skizze einer Tänzerin mit erhobenen Armen, 1874

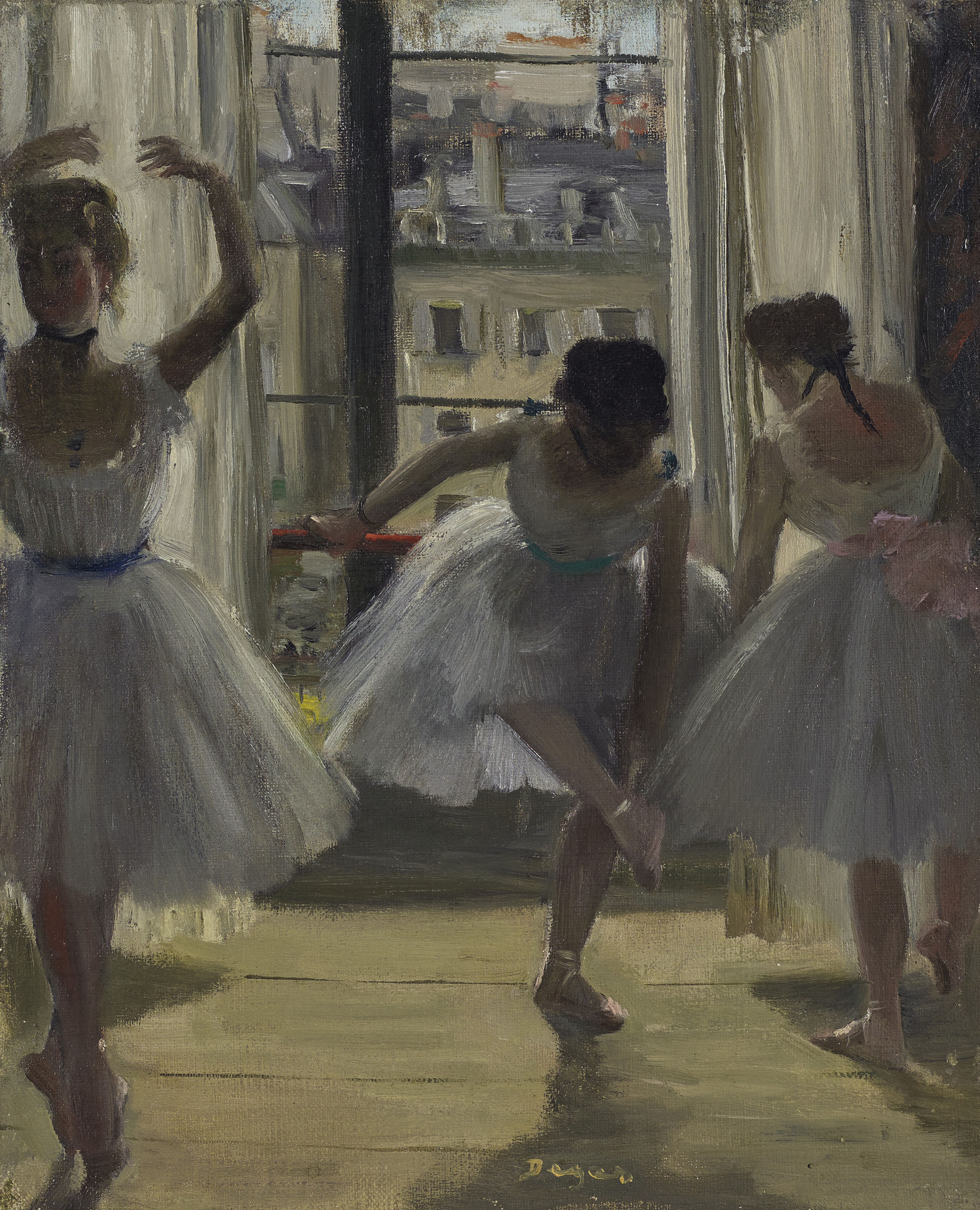
Edgar Degas: Drei Tänzerinnen in einem Übungssaal, 1873

Balletttänzerinnen sind seit Ende der 1860er Jahre ein häufiges Motiv im Werk von Edgar Degas. Mit Erlaubnis der Pariser Oper durfte er in den dortigen Proberäumen und auf der Bühne Skizzen der Tänzerinnen anfertigen. Seine Darstellungen sind keine Porträts der einzelnen Tänzerinnen, sondern Abbildungen ihrer typischen Posen, ohne besonderen Wert auf die individuellen Gesichtszüge zu legen. Nur von wenigen Modellen in Degas’ Bildern ist der Name überliefert und die Identität der Dargestellten im Gemälde Tänzerin beim Fotografen ist ebenso unbekannt.
Die Kohlezeichnung Skizze einer Tänzerin mit erhobenen Armen von 1874 könnte eine Vorarbeit zu diesem Gemälde sein. Hierin nimmt die Tänzerin die gleiche Körperhaltung ein, wie die Dargestellte im Gemälde Tänzerin beim Fotografen. In gleicher Pose finden sich aber auch Tänzerinnen in anderen Werken von Degas wieder. So gibt es beispielsweise im Gemälde Drei Tänzerinnen in einem Übungssaal (Privatsammlung) von 1873 am linken Bildrand eine Tänzerin mit über den Kopf erhobenen Armen wie sie im Bild Tänzerin beim Fotografen zu sehen ist. Die Gruppe der drei Tänzerinnen hat Degas zudem in ähnlicher Art vor einem großen Fenster mit Blick auf gegenüberliegende Häuser dargestellt. Diese Übereinstimmungen könnten ein Hinweis darauf sein, dass der Titel Tänzerin beim Fotografen nicht auf eine reale Situation bei einem Fotografen hinweist. Die Pose der Tänzerin vor dem Spiegel könnte sich genauso gut im Probensaal der Oper oder in einem Maleratelier abspielen.
Für das Gemälde Tänzerin beim Fotografen gab es in den ersten Jahren nach der Entstehung des Bildes verschiedene Bezeichnungen. Kunsthistoriker wie Ronald Pickvance und Jean Sutherland Boggs gehen davon aus, dass das Gemälde Tänzerin beim Fotografen zuerst 1875 in der Londoner Ausstellung Tenth Exhibition of the Society of French Artists öffentlich gezeigt wurde und dort die Bezeichnung Ballet Dancer Practising (sinngemäß: Balletttänzerin bei der Probe) trug. Ein Londoner Kritiker äußerte sich bei dieser Gelegenheit positiv über das Bild: „really a chef d’œuvre in its way“ (sinngemäß: ein wirkliches Meisterwerk auf seine Art). In Paris stellte Degas das Bild erst 1879 dem Publikum vor. In der vierten Gruppenausstellung der Impressionisten in Räumen des Hauses Avenue de l’Opéra Nr. 28 trug es den Titel Danseuse posant chez le photographe (Tänzerin, für den Fotografen posierend). 1899 befand sich das Gemälde in der Galerie Durand-Ruel, die es mit einem Schild am Keilrahmen des Bildes versehen hat, auf dem der bis heute übliche Titel Tänzerin beim Fotografen zu finden ist. Der „Fotograf“ im Titel des Gemäldes geht demnach auf Edgar Degas selbst zurück. Im Bild deutet hingegen nichts auf einen Fotografen hin. Es fehlt die Person eines Fotografen ebenso, wie irgendwelche Requisiten, die auf einen Fotografen hindeuten könnten. Es gibt keinen Fotoapparat, kein Stativ, keine Fotoplatten und keinerlei Hintergrundkulissen, wie sie im 19. Jahrhundert im Studio eines Fotografen häufig anzutreffen waren. Lediglich das große Fenster im Bildhintergrund ist möglicherweise ein Hinweis auf das Atelier eines Fotografen, es könnte aber auch zu einem Maleratelier oder einem Probensaal des Balletts gehören. Es bleibt demnach offen, ob das Bild tatsächlich eine Szene im Atelier eines Fotografen wiedergibt, oder Degas den Titel aus anderen Gründen wählte.
Edgar Degas verband eine besondere Beziehung zur Fotografie. Bereits 1855 hatte er eine Fotoausstellung besucht und er interessierte sich stets für technische Neuerungen auf diesem Gebiet. Mit einer eigenen Kamera begann er jedoch erst 1895 zu fotografieren. Wiederholt ist der Einfluss der Fotografie in seinen Werken erkennbar, besonders deutlich wird dies in den späten Gemälden mit Motiven von der Rennbahn und in seinen Skulpturen von Pferden, in denen er sich an Fotoserien von Eadweard Muybridge orientierte. Zu Degas’ Bekanntenkreis gehörte zudem der Fotograf Nadar, in dessen Räumen 1874 die erste Gruppenausstellung der französischen Impressionisten stattfand, an der auch Degas teilnahm.

## Provenienz
Das Gemälde Tänzerin beim Fotografen wurde ab Frühjahr 1875 bei Charles Deschamps, dem London Händler von Degas, ausgestellt. 1879 befand es sich im Besitz des Pariser Kunsthändlers Hector Brame und gelangte anschließend in die Sammlung von Armand Doria. Bei der Versteigerung der Sammlung Doria am 4. und 5. Mai 1899 in der Galerie Georges Petit wechselte das Bild für 22.000 Franc den Besitzer. Es gehörte zunächst zum Bestand des Pariser Kunsthändlers Paul Durand-Ruel, wurde ab 8. September desselben Jahres in Berlin von der Kunsthandlung von Bruno und Paul Cassirer angeboten und ab Dezember 1899 erneut bei Durand-Ruel in Paris gezeigt. Durand-Ruel verkaufte das Gemälde 1902 für 35.000 Franc an den russischen Kunstsammler Sergei Iwanowitsch Schtschukin. Dieser zeigte das Werk zusammen mit seiner umfangreichen Kunstsammlung ab 1909 in seinem Moskauer Palast der Öffentlichkeit. In der Folge der Oktoberrevolution verließ Schtschukin Russland, seine Sammlung wurde verstaatlicht und sein Palast 1918 zum Ersten Museum für Neue Westliche Malerei erklärt. 1923 kam es zur Vereinigung der Sammlung Schtschukin mit der Kunstsammlung von Iwan Abramowitsch Morosow. Beide Sammlungen wurden danach im Morosows Palast zusammen als Staatliches Museum für Neue Westliche Malerei präsentiert. 1948 kam es zur Aufteilung der Sammlungen Schtschukin und Morosow zwischen Moskau und Leningrad (heute Sankt Petersburg) und Degas’ Gemälde Tänzerin beim Fotografen gelangte in die Sammlung des Puschkin-Museums in Moskau.